# Государственный архив Крыма
Государственный архив Крыма (укр. Державний архів Криму; с 2014 года, фактически действует как Государственное казенное учреждение Республики Крым «Государственный архив Республики Крым») — учреждение, осуществляющее постоянное хранение, комплектование, учёт и использование документов Архивного фонда Крыма и иных документов, главное архивохранилище Крыма.

## Общие сведения
В Государственном архиве Крыма по состоянию на 1 января 2020 года числится свыше 1,5 миллионов единиц хранения документов на бумажной основе, объединённых в 7051 фонд, из которых 650 фондов дореволюционного периода. Хранится около 38 тыс. фотодокументов, свыше 4,5 тысяч кинодокументов, около 600 фонодокументов и 200 видеодокументов.
Хронологические рамки хранящихся документальных материалов охватывают период со времени присоединения Крыма к России (1783 г.) и до наших дней. Более ранние документы, датируемые XVI в., представляют собой ярлыки крымских ханов и ферманы турецких султанов, подтверждавшие имущественные и сословные права крымскотатарской аристократии.
Период до 1917 года представлен фондами Таврического областного и губернского правлений; канцелярий Таврического губернатора, Феодосийского и Керчь-Еникальского градоначальников; городских дум, управ; волостных и сельских управлений; полицейских и судебных органов; прокуратуры и нотариата; органов сословного и земского управлений; военно-административных и военных учреждений; налоговых, кредитных и таможенных учреждений; учреждений государственных имуществ, земледелия и лесного хозяйства; транспорта и связи; строительных организаций и промышленных предприятий; научных, культурно-просветительных и образовательных учреждений и организаций; религиозных учреждений. В них отражены политическая, экономическая и культурная жизнь Таврической области (1784—1796 годы) и Таврической губернии (1802—1917 годы), этапы развития городов и сел, административно-территориальные изменения, состав и движение населения, создание в Крыму иностранных колоний переселенцами из других государств и закрепление за ними земельных наделов, раздача земли российскому дворянству, освоение и застройка Южного берега Крыма, строительство заводов и фабрик, развитие соляных и рыбных промыслов, садоводства, виноградарства и виноделия, события Крымской войны 1853—1856 годов, проведение реформ 60-70-х годов XIX века, открытие школ, гимназий, училищ, лечебных учреждений, мероприятия в сфере охраны историко-культурного наследия.
Период Октябрьской революции и Гражданской войны (1917—1920 годы) отражен в фондах учреждений Социалистической Советской Республики Тавриды, первого и второго Крымского краевого правительства, Крымской Советской Социалистической Республики, учреждений, функционировавших при Главнокомандующем Вооруженными силами Юга России.
Основная часть документов Государственного архива Крыма — фонды периода 1921—2014 гг. Создание и становление Крымской Автономной Советской Социалистической Республики в 1921—1945 годах, восстановление и развитие народного хозяйства, культурное и национальное строительство освещены в документах Крымского, уездных, городских, районных революционных комитетов, ЦИК и СНК Крымской АССР, Верховного Совета Крымской АССР, народных комиссариатов, окружных, городских, районных, сельских исполнительных комитетов Советов рабочих, крестьянских и красноармейских депутатов, Крымского областного комитета комсомола, партийных организаций. В них имеются сводные показатели и пятилетние планы развития народного хозяйства и культуры Крымской АССР, обзоры по промышленности и строительству, сведения по изучению производительных сил полуострова и разработке полезных ископаемых, землепользованию и колхозному строительству, превращению Крыма во всесоюзную здравницу, информации о развертывании школьной сети, работе культурно-просветительных учреждений, дела о лишении граждан избирательных прав и раскулачивании.
События Великой Отечественной войны (1941—1945 гг.) зафиксированы в документах фондов Крымского республиканского комитета Компартии Украины, Севастопольского городского комитета обороны, Крымского штаба партизанского движения, Крымской комиссии по истории Великой Отечественной войны, Крымской республиканской чрезвычайной комиссии по установлению и расследованию злодеяний немецко-фашистских захватчиков, Керченской и Феодосийской городских управ, сельскохозяйственных общин и государственных имений периода оккупации полуострова. Депортация из Крыма в 1944 году крымских татар, болгар, армян, греков отражена в актах о приеме имущества спецпереселенцев.
Послевоенный период представлен документами, характеризующими изменения административно-территориального статуса Крыма, восстановление народного хозяйства после освобождения полуострова, развитие экономики, культуры, курортного комплекса, демографические процессы, в том числе возвращение депортированных граждан.
Особый комплекс документов — личные и фамильные архивы: автографы и фотодокументы членов царской семьи Романовых из Ливадийского архива, переписка Карамзиных-Мещерских (в том числе автограф выдающегося русского историка и писателя Н. М. Карамзина), служебные и личные документы Воронцовых-Дашковых, Клейнмихелей, инженера и археолога А. Л. Бертье -Делагарда.
Отдельного внимания заслуживают документы из фонда дворянского рода Поповых, которые сделали значительный вклад в общественную, образовательную, экономическую и научную жизнь полуострова. Василий Степанович Попов (1745—1822 гг.) был видным государственным деятелем, начальником канцелярии В. М. Долгорукого, Г. А. Потемкина-Таврического, секретарём кабинета императрицы Всероссийской Екатерины II. Именно его документальное наследие составило основу фонда, куда вошли письма и донесения князя Г. А. Потемкина о заселении Крыма, строительстве Севастополя, сведения о состоянии Таврической области, автографы сенатора и поэта Г. Р. Державина, изобретателя И. Кулибина, флотоводца Ф. Ф. Ушакова.
Постоянный интерес у исследователей вызывают документы из личных фондов профессора А. Е. Голубева и его жены, первой в России женщины-доктора медицины Н. П. Сусловой, первого директора Никитского ботанического сада Х. Х. Стевена, врача Ф. К. Мильгаузена, историка И. А. Линниченко. Среди фондов личного происхождения советского периода заслуживают внимание документы доктора геологических наук Я. Д. Козина, филолога и востоковеда В. И. Филоненко, краеведа, члена Союза художников СССР А. И. Полканова, археолога Н. Л. Эрнста.

## История архива

### Архивное дело в Крыму до 1941 года. Создание Крымцентрархива
Государственный архив Крыма ведёт свою историю с 1919 года, когда в мае Комиссариат народного просвещения Крымской Социалистической Советской Республики утвердил представленный профессором Таврического университета Б. Д. Грековым проект устройства в Симферополе Таврического центрального архива.
13 июня 1919 года состоялось официальное открытие архива. Комплектование началось с поступления трех первых фондов: Таврического дворянского депутатского собрания, Симферопольского уездного полицейского управления и фамильного архива Поповых.
Очередная смена власти в конце июня 1919 года поставила архив, лишенный финансирования, в критическое положение. Пытаясь его спасти, Совет профессоров Таврического университета 27 июня 1919 года объявил архив «учебно-вспомогательным» подразделением вуза, благодаря чему, многие фонды были спасены от гибели в последующие месяцы Гражданской войны.
После окончательного установления Советской власти в Крыму, в конце ноября 1920 г., Крымский революционный комитет восстановил Крымцентрархив. В июне 1921 года создано Крымское областное архивное управление.
В начальный период деятельность архива была, в основном, направлена на концентрацию документов ликвидированных дореволюционных учреждений.
Постановлением ВЦИК и СНК РСФСР от 18 октября 1921 г. была образована Крымская Автономная Советская Социалистическая Республика в составе РСФСР. В ноябре 1921 года Крымцентрархив перешел в ведение Наркомата просвещения Крымской АССР. Постановлением от 18 марта 1922 года президиум СНК Крымской АССР переподчинил его Наркомату внутренних дел Крымской АССР.
В начале 1923 года на заседании президиума ЦИК и СНК Крымской АССР было принято постановление «О бумаге архивов», согласно которому проводилось полное изъятие всех дореволюционных архивов из ведомств и у частных лиц и передача их Крымцентрариву. В 1924 году Крымцентрархив получил права самостоятельного учреждения, хотя и состоял под общим наблюдением Центрального административного управления Крыма. Постановлением от 10 февраля 1926 года ЦИК Крымской АССР перевел Крымцентрархив в свое непосредственное подчинение. В соответствии с утвержденным 27 апреля 1926 г. ЦИК Крымской АССР «Положением о Крымском центральном архивном управлении» находившиеся в его хранилищах документы были разделены на два архива — Исторический архив и архив Октябрьской революции. 5-7 мая 1926 г. состоялась первая Крымская конференция архивных работников, резолюция которой акцентировала внимание на необходимости установления тесного взаимодействия с органами государственной власти, выявления и постановки на учёт всех архивов действующих учреждений; укрепления районных архивов.
В 1920-х-1930-х годах работа архива осуществлялась по следующим направлениям: выявление и сосредоточение документов в хранилищах; упорядочение и научная разработка архивных фондов, организация местных архивных учреждений в связи с изменениями в административно-территориальном делении республики; укрепление материальной базы. Весомый вклад в дело сохранения, пополнения, систематизации и описания фондов архива в этот период внес Арсений Иванович Маркевич, работавший в Крымцентрархиве с 1921 года на должности архивиста.
Со второй половины 1930-х годов усиливается контроль над архивами со стороны органов безопасности.
16 апреля 1938 г. Постановлением Президиума Верховного Совета СССР Центральное архивное управление, состоявшее до этого при ЦИК СССР, передавалось в ведение НКВД СССР. Постановлением Президиума Верховного Совета РСФСР от 3 декабря 1938 года Центральное архивное управление РСФСР со всеми его республиканскими, краевыми, областными и районными организациями передавалось также в ведение Наркомата внутренних дел РСФСР.
В соответствии с постановлением СНК СССР от 29 марта 1941 года «Об утверждении Положения о Государственном архивном фонде СССР и сети государственных архивов СССР» и циркуляром Главного архивного управления НКВД СССР от 1 апреля 1941 года на базе республиканских архивов — Исторического и Октябрьской революции — был создан Центральный государственный архив Крымской АССР с делением на отделы: дореволюционных фондов, фондов Октябрьской революции и социалистического строительства, научно-справочной литературы с читальным залом.

### Центральный государственный архив в годы Великой Отечественной войны (1941—1944 гг.)
С началом Великой Отечественной войны 1944—1945 годов перед Центральным государственным архивом Крымской АССР стала задача подготовки эвакуации архивных документов. Во исполнение директивы НКВД СССР от 30 июня 1941 г. документы секретного отдела архива, текущего делопроизводства Верховного Совета и СНК Крымской АССР, а также архив Крымского обкома ВКП (б) были эвакуированы в город Тюмень Омской области. Основная часть фондов архива осталась на оккупированной территории Крыма.
В годы нацистской оккупации (1941—1944 гг.) в Симферополе функционировали Центральный и Исторический архивы, подчинявшиеся отделу культуры Симферопольского городского управления.
Центральный государственный архив Крымской АССР смог возобновить свою деятельность после освобождения города Симферополь 24 апреля 1944 года. В результате боевых действий на полуострове и оккупационного режима архивному наследию Крыма был нанесен невосполнимый ущерб. Были утрачены — 21 фонд, 18978 единиц хранения досоветского периода и 807 фондов, 177418 единиц хранения советского периода.

### Деятельность Государственного архива Крымской области в послевоенный период (1945—1991 гг.)
После полного освобождения крымского полуострова от немецких захватчиков архивом была проведена работа по установлению потерь документов, сбором материалов периода немецкой оккупации, выявлением документов партизанского движения и о преступлениях нацистских оккупантов в Крыму. 16 мая 1945 г. в архив были возвращены из г. Тюмени эвакуированные документы. Возобновили работу городские и районные архивы.
30 июня 1945 года Крымская АССР была преобразована в Крымскую область, что повлекло за собой переименование Центрального государственного архива Крымской АССР в Государственный архив Крымской области.
19 февраля 1954 года указом Верховного Совета СССР Крымская область была передана в состав Украинской ССР, архив вошел в структуру её архивных учреждений. В 1960 году архивная отрасль была выведена из структуры МВД и передана в ведение Совета Министров СССР, на республиканском уровне архивные учреждения были подчинены Совету Министров УССР, областные перешли в ведение архивных отделов исполнительных комитетов областных Советов депутатов трудящихся. В 1950—1960 гг. приоритетным направлением становится научно-справочная работа, связанная с описанием дел, разработкой каталогов и картотек, составлением обзоров наиболее объемных и ценных фондов, изданием первого путеводителя по архиву и сборников документов.
В 1968 г. Государственный архив Крымской области переименован в Крымский областной государственный архив. В 1975 году было введено в эксплуатацию новое, специально построенное типовое здание архива на улице Кечкеметской, архитектор Б. В. Кондрацкий. Значительно больше внимания стало уделяться организации работы исследователей в читальном зале архива, популяризации документов через средства массовой информации и посредством выставок. На основании постановления Верховного совета УССР от 26 июля 1988 года были ликвидированы архивные отделы облисполкомов, а функции управления архивным делом на территории областей перешли непосредственно к государственным архивам. С восстановлением в феврале 1991 года Крымской АССР архив был переименован в Центральный государственный архив при Совете Министров Крымской АССР. В соответствии с Указом Президиума Верховного Совета Украины от 27 августа 1991 г. «О передаче архивов Компартии Украины в подчинение Главного архивного управления при Кабинете Министров Украины» на государственное хранение в архив поступили 2778 фондов, 270 186 единиц хранения архива Крымского рескома Компартии Украины.

### Государственный архив в Автономной Республике Крым (с 1992 года)
В течение последовавшего за тем десятилетия несколько раз изменялось название архива: с 26 марта 1992 г. — Центральный государственный архив Республики Крым, с 6 января 1995 г. — Государственный архив при Правительстве Крыма, с 9 апреля 1996 г. — Государственный архив при Правительстве Автономной Республики Крым, с 13 октября 1997 г. — Государственный архив при Совете министров Автономной Республики Крым, с декабря 2002 г. — Государственный архив в Автономной Республике Крым. В последние годы существенным пополнением архива стали переданные из Главного управления Службы безопасности Украины в Крыму 45473 фильтрационных дела на бывших «остарбайтеров» — граждан, угнанных в 1942—1944 годах из Крыма на работы в Германию, а также 11 522 дела граждан, репрессированных в 1920—1950 гг. и реабилитированных в установленном порядке.

### Государственный архив Республики Крым после 2014 года
В марте 2014 года после аннексии Крыма Российской Федерацией начался процесс интеграции Госархива в архивную отрасль РФ. 19 марта 2014 года Государственный архив в Автономной Республике Крым был переименован в Государственный архив в Республике Крым и носил такое название до прекращения в декабре 2014 года своей деятельности в прежнем виде. 16 июня вышел указ Главы Республики Крым «О структуре исполнительных органов государственной власти Республики Крым», согласно которому была создана Государственная архивная служба Республики Крым. Принят закон «Об архивном деле в Республике Крым». Распоряжением Совета министров Республики Крым от 21 октября 2014 г. создано Государственное казенное учреждение Республики Крым — «Государственный архив Республики Крым».

## Некоторые основные и ценные фонды Государственного архива Крыма
Дореволюционные фонды
- Фонд 801 Екатеринославский и Таврический генерал губернатор (1792—1796 гг);
- Фонд 26 Канцелярия Таврического губернатора (1803—1917);
- Фонд 802 Командующий сухопутными войсками, расположенными в Крыму и южных губерниях, и флотами в Чёрном и Каспийском морях;
- Фонд 209 Таврическая областная соляная экспедиция (1783—1792);
- Фонд 161 Таврическая учёная архивная комиссия.

Фонды советского периода
- Фонд Р-663 Центральный Исполнительный Комитет Советов рабочих, крестьянских, красноармейских и краснофлотских депутатов Крымской АССР (1921—1938);
- Фонд Р-1289 Крымская республиканская чрезвычайная комиссия по установлению и расследованию злодеяний немецко-фашистских захватчиков и их сообщников и причинённого ими ущерба гражданам, колхозам, общественным организациям, государственным предприятиям и учреждениям Крымской АССР (1944—1945 гг.);
- Фонд Р-3287 Исполнительный комитет Крымского областного Совета депутатов трудящихся (1945—1991 гг.);
- Фонд П-1 Крымский областной комитет Коммунистической партии (1917—1991 гг.);

Известные фондообразователи
- Фонд 799 Тавическое областное правление (1784—1797);
- Фонд 27 Таврическое губернское правление (1803—1917);
- Фонд 49 Таврическое губернское дворянское депутатское собрание (1803—1919 гг.);
- Фонд 377 Таврическая губернская чертёжная (1803—1920 гг.);
- Фонд 100 Дирекция народных училищ Таврической губернии (1811—1920 гг.);
- Фонд Р-1188 Крымский революционный комитет (1920—1921 гг.);
- Фонд Р-2055 Верховный Совет депутатов трудящихся Крымской АССР;
- Фонд Р-652 Совет Народных Комиссаров Крымской АССР (1921—1945 гг.);
- Фонд Р-137 Государственная плановая комиссия при Совете народных комиссаров Крымской АССР (1921—1941, 1943—1946 гг.).

В Государственном архиве Республики Крым хранятся документы, относящиеся к деятельности известных людей Крыма. Среди них:
- Александр Львович Бертье-Делагард (1842—1920) — военный инженер, историк, археолог, нумизмат.
- Андрей Михайлович Бороздин (1765—1838) — генерал-лейтенант, Таврический губернатор, сенатор.
- Иван Андреевич Линниченко (1857—1926) — историк, член-корреспондент Санкт-Петербургской императорской академии наук, профессор Новороссийского и Таврического университетов.
- Павел Наумович Надинский (1894—1961 гг.) — историк, кандидат исторических наук, делегат ХVII съезда ВКП(б).
- Вера Владимировна Орбелиани (урожденная Клейнмихель) (1877—1948) — княгиня, фрейлина императрицы Александры Фёдоровны.
- Николай Львович Эрнст (1889—1956 гг.) — филолог, библиотекарь, археолог, педагог, выдающийся крымский ученый, историк русско-татарских отношений, исследователь истории Крымского ханства, этнографии и фольклора крымских татар. Автор более 30 печатных работ.

## Расположение
- 295050, Республика Крым, г. Симферополь, ул. Кечкеметская, 3 (администрация, основной корпус)
- 295006, Республика Крым, г. Симферополь, ул. Павленко, 1-а